# Bernard Wolfe
Pour les articles homonymes, voir Wolfe.
Œuvres principales
- Limbo (1952)

Bernard Wolfe, né le 28 août 1915 à New Haven dans le Connecticut et mort le 27 octobre 1985 à Calabasas en Californie, est un écrivain américain ayant notamment œuvré dans le genre de la science-fiction.

## Biographie
Psychologue diplômé de Yale et journaliste, ancien correspondant de guerre, la légende veut qu'il ait été secrétaire ou garde du corps de Léon Trotski à Mexico. Passionné et spécialiste de jazz, il écrivit avec Mezz Mezzrow La Rage de Vivre, qui fut comme un manifeste de la musique et de la jeunesse dans l'après-guerre.

## Œuvres de science-fiction

### Romans
- Limbo, Robert Laffont, 1955 ((en) Limbo, 1952), trad. Alex GrallRoman tenu en très haute estime, qui lui vaut l'admiration sans bornes des amateurs les plus chevronnés du genre, dans la lignée de George Orwell et précurseur des dystopies de John Brunner
- Les Grands Fonds, Gallimard, 1961 ((en) In Deep, 1957), trad. Adrien Veillon
- (en) Logan's Gone, 1974
- (en) Lies, 1975

### Nouvelles
- Portrait de l'auteur, 1955 ((en) Self portrait, 1951)Parue également sous le titre Autoportrait dans l'anthologie Histoires d'automates en 1984
- (en) Once Over, 1957
- (en) The Never-Ending Penny, 1960
- (en) Come on out Daddy, 1961
- (en) Penny Royal, 1961
- (en) Marcianna and the Natural Carpaine in Papaya, 1961
- (en) Agoraphobia Is in the Public Domain, 1961
- (en) Anthony from Afar, 1962
- (en) The Going Price for Adoration, 1963
- (en) Sue Me Rich, 1964
- (en) The Dot and Dash Bird, 1964
- (en) How Simon Got His Bureau, 1966
- (en) The Roach Powder in the Maple Walnut, 1966
- (en) The Hot Sauces of Magda, 1968
- Rêves sous contrôle ((en) Monitored Dreams & Strategic Cremations, 1972), trad. Bernard RaisonPubliée par Harlan Ellison